# Ungerns flygvapen

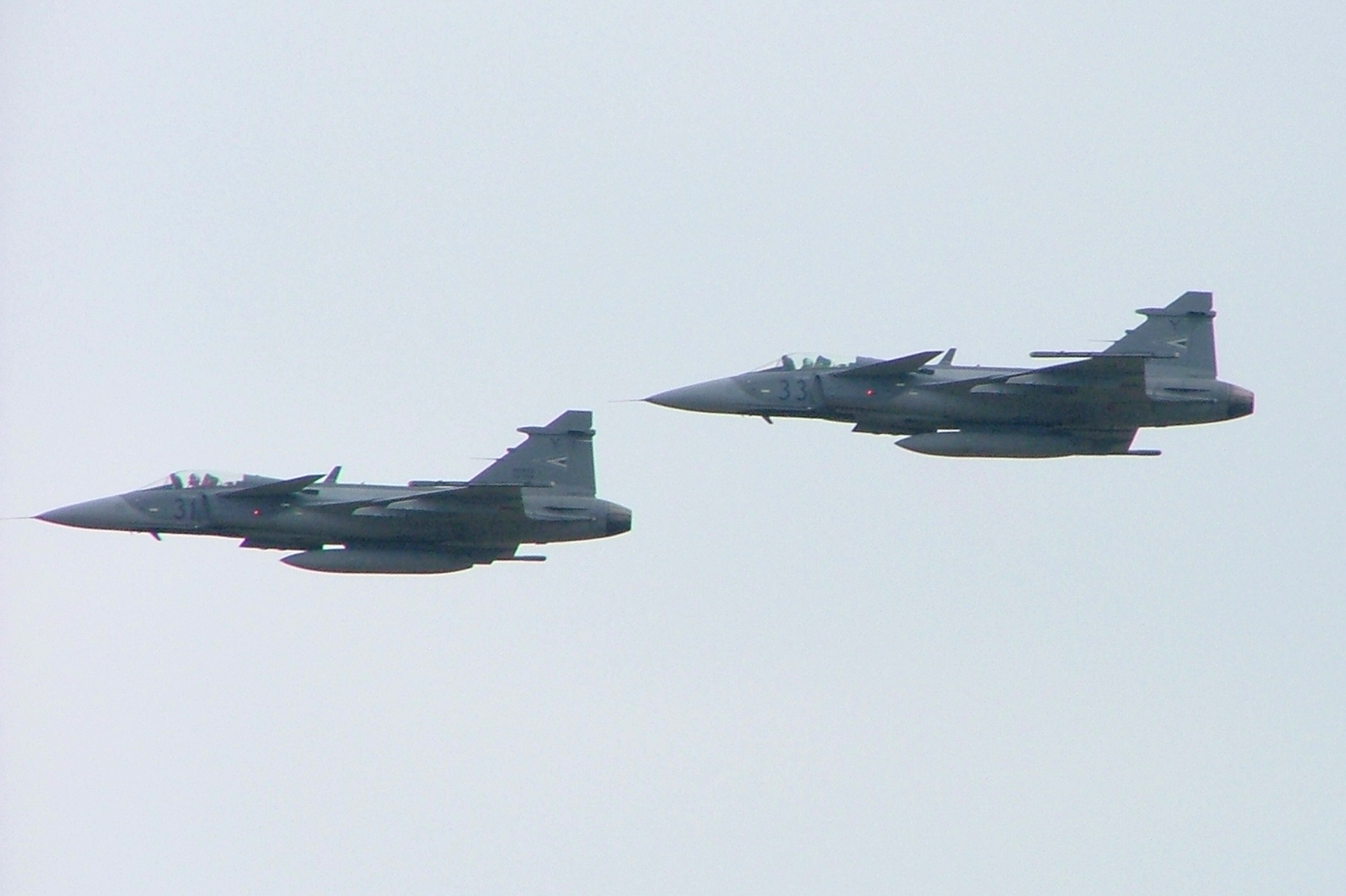
JAS 39 i Ungerska flygvapnet

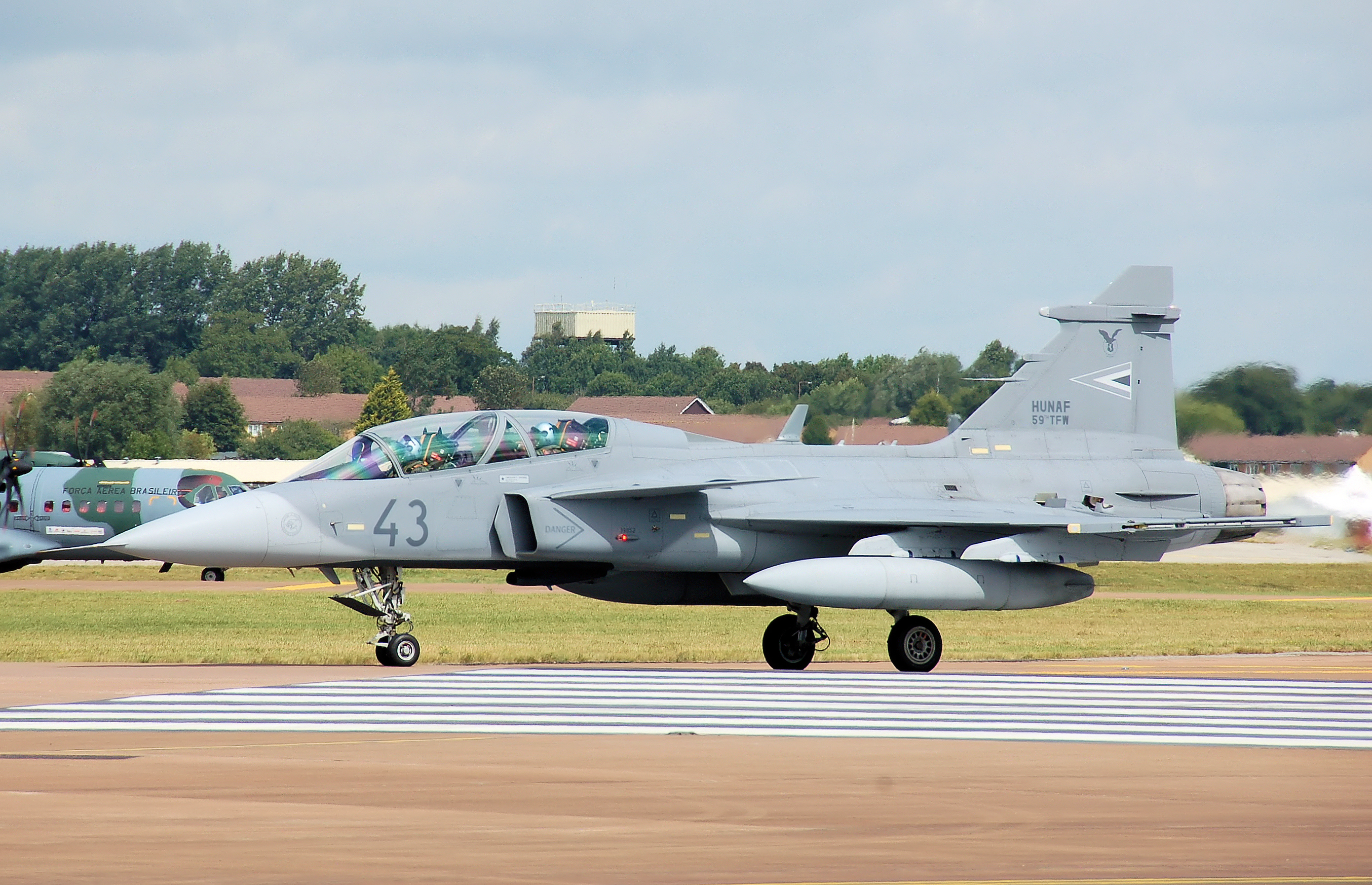
Ungerska Saab JAS39D Gripen vid RIAT 2009.

Ungerns flygvapen (ungerska: Magyar Légierő, engelska: Hungarian Air Force) är den del av Ungerns försvarsmakt som främst är inriktad på att dels med flygplan eller helikoptrar lösa luftförsvarsuppgifter, dels inhämta underrättelser med hjälp av spaningsflyg.

## Nutid
Det ungerska flygvapnets roll är primärt att verka i defensivt syfte. Alla förband och enheter inom flygvapnet är organiserade i ett kommando, Air Command and Control Centre. En jaktdivision inom flottiljen ("Puma" [cougar] squadron) opererar med JAS 39C Gripen. Från 2006 hyr det ungerska flygvapnet 14 JAS 39 Gripen (varav 2 är tvåsitsiga) från den svenska staten. Avtalet, som ingicks med början 2006, sträckte sig över en period på tolv år, vilket senare förlängdes till 2026. I december 2007 hade samtliga flygplansindivider levererats till flygvapnet. Den 19 maj 2015 havererade en tvåsitsig JAS 39D i banänden vid Čáslav AFB. Haveriet var ej av någon dödlig utgång, men flygplanet, nr. 42 med anropssignal PUMA66 totalhavererade, och skrevs av, då det inte gick att reparera. Efter att hyresavtalet löpt ut, kommer samtliga flygplansindivider ägas av den ungerska staten.

## Flygbaser
Det ungerska flygvapnet har tre flygbaser, varav en används internationellt genom Heavy Airlift Wing, det 30-åriga multinationella samarbetet Strategic Airlift Capability (SAC).
- Kecskemét Air Base
- Szolnok Air Base
- Pápa Air Base

## Organisation
- 59th "Szentgyörgyi Dezső" Tactical Wing (59. " Szentgyörgyi Dezső" Harcászati Repülőbázis) baserad vid Kecskemét AFB
  - 'Puma' Tactical Squadron ('Puma' Harcászati Repülőszázad)
  - Transport Plane Squadron (Szállító Repülőszázad)
- 86th "Szolnok" Helicopter Base (86. Helikopter Bázis) baserad vid Szolnok AFB.
  - Transport Helicopter Battalion (Szállitóhelikopter Zászlóalj)
  - Attack Helicopter Battalion (Harcihelikopter Zászlóalj) (upplöst)
  - Mixed Training Squadron (Vegyes Kiképző Repülőszázad)
- 12th Air Defense Missile Regiment (12. Légvédelmi Rakétaezred)
- Pápa AFB

### Pápa AFB
Pápa Air Force Base bildades officiellt den 1 juli 2001 som en del av de nationella åtaganden som medförde Ungerns Nato-medlemskap.

## Flotta
Den här tabellen kan innehålla luftfartyg som placerats i reserv eller liknande.
| Flygplan/Helikopter         | Ursprung               | Typ                       | Versions        | I aktiv service | Kommentarer |
| Stridsflygplan              | Stridsflygplan         | Stridsflygplan            | Stridsflygplan  | Stridsflygplan  | Stridsflygplan |
| --------------------------- | ---------------------- | ------------------------- | --------------- | --------------- | --- |
| Saab JAS 39 Gripen          | Sverige                | stridsflygskolflyg        | JAS 39C JAS 39D | 11 1            | en JAS 39D (#42) havererade den 19 maj 2015. Individen var modifierad till Version 19. One JAS 39C (#30) crashed on June 10, 2015.                       |
| Transportflygplan           |                        |                           |                 |                 | |
| Boeing C-17 Globemaster III | USA                    | NATO strategisk transport | C-17A           | 3               | Ingående i Heavy Airlift Wing, och delas med tolv nationer. Ungersk märkning och internationell personal..                                               |
| Antonov An-26               | Sovjetunionen          | taktisk transport         | An-26           | 2               | #406 and #407 aktiva, vilka kommer att ersättas efter 2016.                                                                                              |
| Falcon 7X                   | Frankrike              | VIP transport             | FA7X            | 2               | [ 12 ] |
| Skolflygplan                |                        |                           |                 |                 | |
| Jakovlev Jak-52             | Sovjetunionen          | skolflyg                  | Yak-52          | 3               | Ursprungligen tolv individer. |
| Transporthelikopter         |                        |                           |                 |                 | |
| Mil Mi-17                   | Sovjetunionen          | Transporthelikopter       | Mi-17           | 12              | Inklusive två ex-finländska Mi-8s, tillkomna 2011. och tre Mi-8Ts köpta från Ryssland 2014, under 2015-2016 letade Ungern nya helikotrar till sin flotta |
| Mil Mi-8                    | Sovjetunionen Ryssland | Transporthelikopter       | Mi-8            | 12              | Inklusive två ex-finländska Mi-8s, tillkomna 2011. och tre Mi-8Ts köpta från Ryssland 2014, under 2015-2016 letade Ungern nya helikotrar till sin flotta |
| Drönare                     |                        |                           |                 |                 | |
| Elbit Skylark               | Israel                 | UAV                       | Skylark I       | 9               | Handburen UAV. |

## Märkning av luftfartyg
Luftfartygen i ungerska flygvapnet är märkta med en triangel, med två inre trianglar. Triangeln pekar mot den främre delen av luftfartyget, och har samma färg som den ungerska flaggan, det vill säga rött, vitt och grönt. Den innersta triangeln är grön, den mittersta är vit och den yttersta röd. Helikoptrar är märkta på sidorna, medan flygplanen är märkta på ovan- och undersidan av vingarna. Triangeln användes av flygvapnet fram till 1942, och sedan återigen efter andra världskriget. De ungerska Gripenflygplanen är dock märkta enligt en NATO-standard, där färgen på triangeln är så kallad "grey-on-grey" (låg synlighet).

## Historik

### 1918–1938
Efter upplösningen av Österrike-Ungern 1918, etablerades en mindre flygkår i Ungern, vilken bestod av kvarvarande flygplan från ungerska fabriker samt flygskolor. Denna flygkår blev 1919 Ungerska rådsrepublikens flygvapen. Den kom att upplösas i samband med rådsrepubliken upplöstes samma år.

### Andra världskriget
Enligt Trianonfördraget förbjöds Ungern att inneha militära flygplan. Men stegvis kom en hemlig flygkår att bildas med flygklubbar som en täckmantel. I samband med det så kallade Bled-avtalet från 1938, tilläts landet att bilda ett flygvapen, och det Kungliga ungerska flygvapnet. (ungerska: Magyar Királyi Honvéd Légierő (MKHL)) bildades. Med det kom flygvapnet att både omorganiseras och utökas.
Det deltog därefter i sammandrabbningar med nybildade Slovakien och i gränskonfrontationer med Rumänien. I april 1941 kom flygvapnet att stödja den tyska invasionen av Jugoslavien, och den 27 juni 1941 förklarade Ungern krig mot Sovjetunionen.
År 1940 togs beslutet att sammanföra flygvapnet, luftvärnsstyrkor och civila luftförsvarsorganisationerna under en och samma ledning, vilket i praktiken betydde att flygvapnet återigen blev en del av armén. Under sommaren 1942 överfördes en flygbrigad till Luftwaffes VIII. Fliegerkorps på östfronten. I mars 1944 började de allierade att även flygbomba Ungern, och i slutet av 1944 hade alla ansträngningar med att hejda den framryckande Röda armén misslyckats. Den 16 april 1945 avslutades alla strider i Ungern.

### 1945–nutid
År 1947 bildades, efter sovjetiskt överseende, en mindre flygkår. I samband med att kommunisterna övertog styret av landet, fick landet militärhjälp från Sovjetunionen, vilket medgav att flygvapnet kunde expanderas och moderniseras.
År 1956 revolterade det ungerska folket genom Ungernrevolten. Av rädsla att oroligheterna skulle sprida sig till resten av Östeuropa, invaderade sovjetiska styrkor Ungern, i syfte att slå ner revolutionen och återställa ordningen i landet. Delar av det ungerska flygvapnet blev attackerade av sovjetiska styrkor, där försök gjordes med att ockupera ungerska flygbaser. Efter att Ungernrevolten hade slagits ned, demobiliserades hela ungerska flygvapnet. Året efter, 1957, formades av Sovjetunionen en mindre flygkår, vilken enbart hade en roll som nationell säkerhetsstryka. När landet återigen ansågs stabilt, utökades och moderniserades flygkåren till ett flygvapen. Det förblev en integrerad del av ungerska armén och var i huvudsak en försvarsstyrka. Sovjetunionen hade en flygstyrka baserad vid Tököl fram till 1991. Denna styrka kom bland annat att beväpnas med jaktflygplanet MiG-29 för att försvara ungerskt luftrum.
I mitten av 1993 levererades 28 individer MIG-29s i tre omgångar från Ryssland, vilka användes som betalning av en skuld som Ryssland hade till Ungern. Flygplanen baserades vid Kecskemét Air Base. År 1994 skänkte Tyskland 20 individer MIL 24D/V samt 20 individer av L-39.
Under 1997 påbörjade landet sin första egna flygutbildning sedan 1956. Kostnaden för kursen ansågs för hög och stoppades efter att kursen hade slutförts. Samma år togs jaktflygplanet MIG-23 ur tjänst, likaså attackflygplanet Su-22. Under 1990-talet försågs flygvapnets samtliga stridsflygplan med ett nytt igenkänningssystem (Identification Friend or Foe), i syfte att kunna bedriva verksamhet i landets västra luftrum. I april 2002 anslöts sig Ungern till Nato, och med det fick landets flygvapen tillgång till Natos flygutbildningsprogram.

## Flygmuseum
86th "Szolnok" Helikopterezred upprätthåller det ungerska flygvapenmuseet, Airplane Museum of Szolnok. Det har bland annat den största samlingen av "pensionerade" militära flygplan i Ungern. Vissa flygplan visas också på Kecel Military History Park.

## Bilder

### Roundels

Första sköldemärket för Ungerska rådsrepubliken, 1919.
Andra sköldemärket för Ungerska rådsrepubliken, 1919.
Tredje sköldemärket för Ungerska rådsrepubliken, 1919.
Sköldemärke för Ungerska kungliga flygvapnet, 1938–1941.
Sköldemärke för Ungerska kungliga flygvapnet, 1942–1945.
Sköldemärke för flygvapnet i Ungerska folkarmén, 1948–1949.
Sköldemärke för flygvapnet i Ungerska folkarmén, 1949–1951.
Sköldemärke för flygvapnet i Ungerska folkarmén, 1951–1990.
Sköldemärke för Ungerska flygvapnet, 1990–1991.
Sköldemärke för Ungerska flygvapnet från 1991.
Sköldemärke för Ungerska flygvapnet, low visibility version.

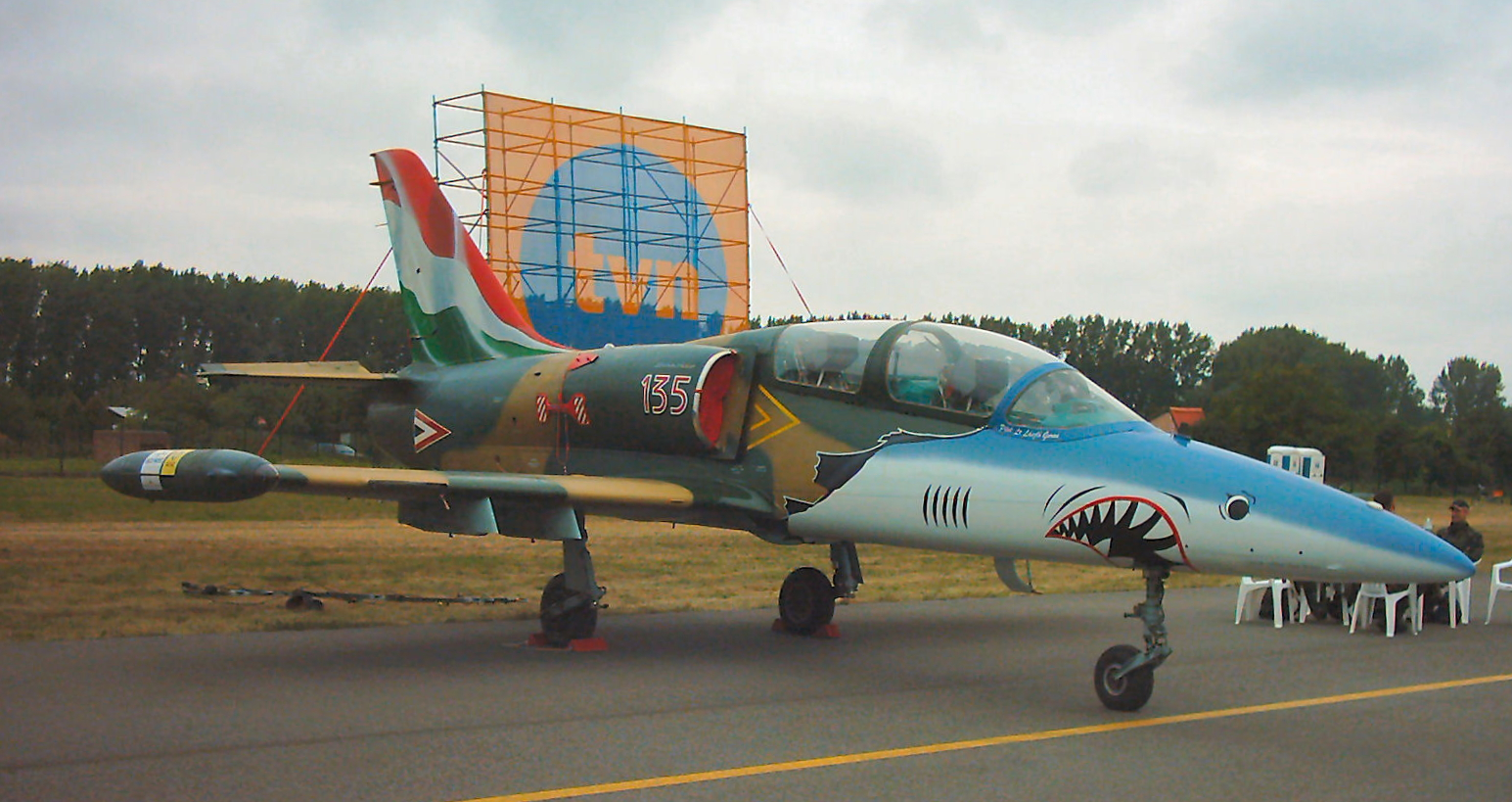
Ungersk L-39 Albatros
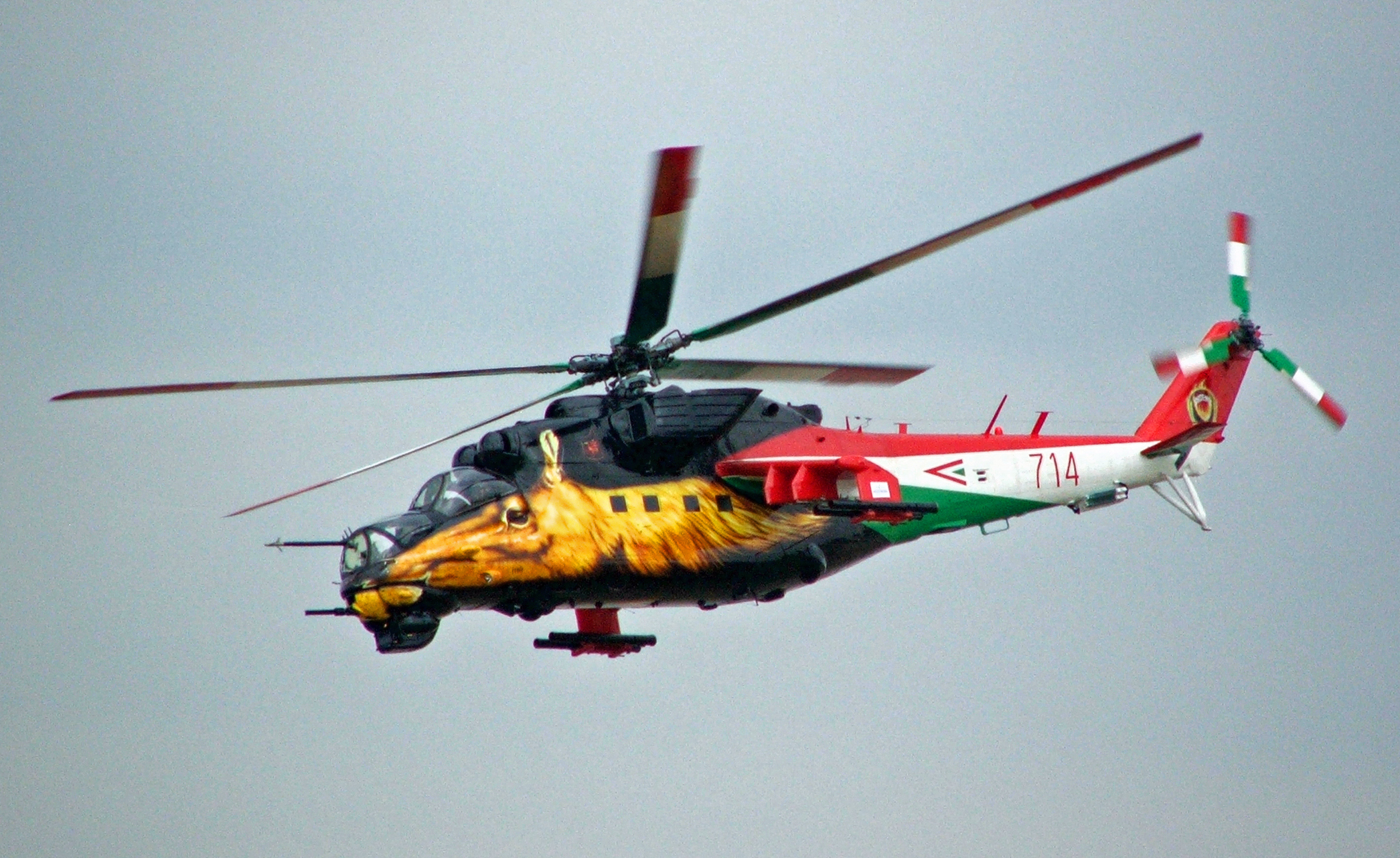
Ungersk Mi-24